# Jorge Villalpando
Jorge Villalpando Romo (Puebla, 13 marzo 1985) è un ex calciatore messicano, di ruolo portiere, tecnico del Tlaxcala.